# Samorząd Regionu Chof Aszkelon
Samorząd Regionu Chof Aszkelon (hebr. מועצה אזורית חוף אשקלון) – samorząd regionu położony w Dystrykcie Południowym, w Izraelu.
Samorządowi podlegają tereny w północno-zachodniej części pustyni Negew w okolicy miasta Aszkelon. Władze administracyjny samorządu regionu znajdują się w wiosce Bat Hadar.

## Osiedla
Na terenach o powierzchni 168 km² mieszka około 13 500 ludzi. Znajduje się tutaj 5 kibuców, 11 moszawów i 2 wioski.

### Kibuce
| - Gewaram - Karmijja - Niccanim | - Zikim - Jad Mordechaj |

### Moszawy
| - Berechja - Bet Szikma - Ge’a - Chelec - Hodijja - Kochaw Micha’el | - Maszen - Mawki’im - Netiw ha-Asara - Nir Jisra’el - Talme Jafe |

### Wioski
| - Bat Hadar - Kefar Silwer | - Niccan - Niccan B |